# Pirata tenuisetaceus
Pirata tenuisetaceus är en spindelart som beskrevs av Jian-yuan Chai 1987. Pirata tenuisetaceus ingår i släktet Pirata och familjen vargspindlar. Inga underarter finns listade i Catalogue of Life.